# Хайдак
Хайдак — деревня в Партизанском районе Красноярского края. Входит в Имбежский сельсовет.

## Географическое положение
Деревня расположена в предгорье Восточного Саяна, в 10 км к югу от центра сельсовета — посёлка Запасной Имбеж, на левом берегу реки Хайдак.

## История
Деревня Хайдак была образована в 1900 г. как переселенческий участок для переселенцев из Прибалтики — сету. Название деревни старожилы переводят как «ходок»: перед приездом в новые места представитель должен был разведать участок земли для основания деревни на новом месте. Согласно «Списку населенных пунктов Енисейской губернии и края» в 1921 г. в деревне Хайдак числилось 86 дворов.
В 1915 г. в Хайдаке была построена Троицкая православная церковь и школа. В 1938 г. церковь превратили в склад, а преподавание в школе на родном языке запретили. Во время Великой Отечественной войны в деревне размещали эвакуированных из Ленинграда детей.

## Население
| 2010 |
| ---- |
| 192  |

Гендерный состав
По данным Всероссийской переписи населения 2010 года в гендерной структуре населения мужчины составляли 46,4 %, женщины — 53,6 %.
Национальный состав
В деревне Хайдак проживает этнографическая группа православных сету. Согласно результатам переписи 2002 года, в национальной структуре населения эстонцы составляли 58 %.

## Культура
Хайдак является сибирским центром «земли сету»: здесь сохранились самобытные элементы культуры, языка, фольклора и самосознания сибирских сету, значительно отличающихся от аналогичных групп в Эстонии и Псковской области.
В 2001 был основан музей культуры и быта народа сету. В 2005 году образовалась детская фольклорная группа «Куллерь Кук».  
При Хайдакском сельском Доме культуры работает женская фольклорная группа «Лиль». 
С 2005 года проводится ежегодный этнокультурный фестиваль «День в Королевстве Сету».